# Carlos Jurado (fotógrafo)
Carlos Jurado (San Cristóbal de las Casas, Chiapas 3 de noviembre de 1927-30 de noviembre de 2019, Ciudad de México) fue un muralista y fotógrafo mexicano. Su trabajo se caracterizó por la experimentación de procesos fotográficos antiguos, sobre todo con la cámara estenopeica.

## Carrera
En 1944, Carlos Jurado inició estudios de pintura en La Esmeralda con maestros destacados como Antonio Ruiz el Corso, y María Izquierdo. En 1951 tendría su primer contacto con la fotografía, cuando trabajó para el Instituto Nacional Indigenista, visitando zonas indígenas del país produciendo materiales para la enseñanza y, tres años más tarde, se convirtió en miembro del Taller de Gráfica Popular (1954-1959).
Ocupó diversos cargos de dirección en la Universidad Veracruzana, donde estableció, por primera vez en México, la carrera de Fotografía como licenciatura. En 1968, la UNAM organizó una exposición retrospectiva de su obra en el Museo Universitario del Chopo.

## Experimentación con la cámara estenopeica
En 1973, a raíz de una tarea escolar de su hija Zinzuni, Carlos Jurado inició su trabajo fotográfico, casi siempre con cámaras estenopeicas construidas por él mismo. 
En 1974, Jurado publicó el libro El arte de la aprehensión de las imágenes y el unicornio, editado por la Universidad Nacional Autónoma de México y que se convertiría en un clásico de la fotografía estenopeica.